# Nhậu

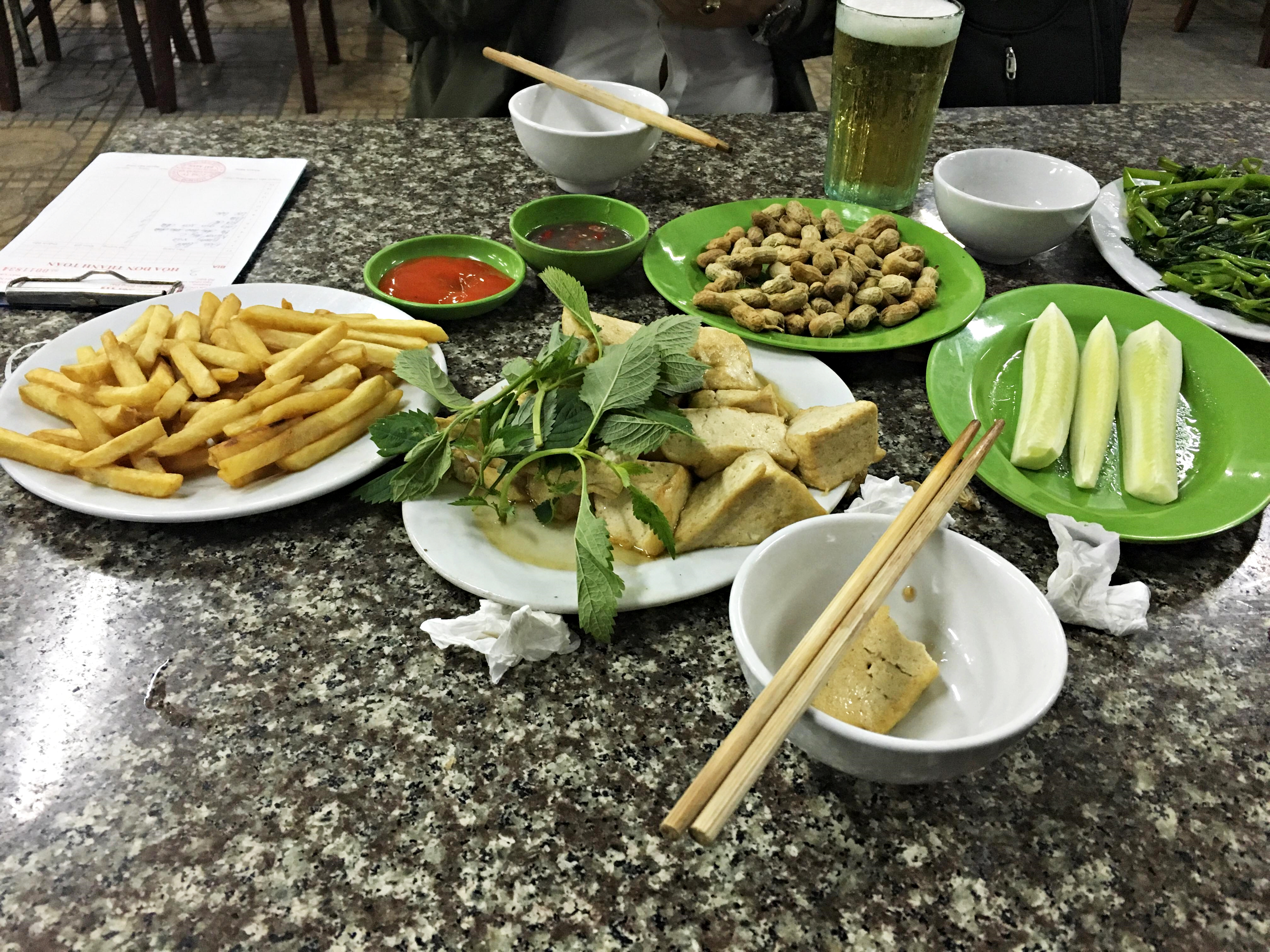
Một bàn nhậu giản đơn ở Việt Nam

Nhậu hay còn gọi là nhậu nhẹt, đánh chén, uống rượu, là hoạt động ăn uống và giao tiếp của xã hội có liên quan đến rượu, bia hoặc nước ngọt, 
thức uống có cồn khác. Đây là hoạt động sống trải rộng khắp mọi nơi trên thế giới và diễn ra từ xưa tới nay trong lịch sử nhân loại, thách thức sự khác biệt về văn hóa của các dân tộc trên thế giới.
Nhậu tới bến thường xuyên có thể dẫn tới tổn thương não bộ. Một lượng lớn glutamate được giải phóng và kích thích não bộ trong quá trình uống tới bến có thể hủy hoại các tế bào nơ-ron thần kinh. Mỗi lần uống tới bến đều gây tổn thương và nhậu tới bến thường xuyên sẽ gây hậu quả tích tụ. Não bộ thanh thiếu niên tỏ ra là nhạy cảm với các tổn thương này, với một số bằng chứng cho thấy tổn thương với 10 hoặc 11 cốc mỗi lần uống tới bến và một hoặc hai lần nhậu tẹt ga mỗi tháng.

## Các định nghĩa khác trên thế giới
Trong các nước nói tiếng Anh thì binge drinking, tức uống tới bến hay uống tẹt ga, là việc hấp thụ đồ uống có cồn với ý định trở nên say do uống số lượng nhiều trong một thời gian ngắn, định nghĩa này cũng khác với các định nghĩa trong nhiều nền văn hóa trên thế giới một cách đáng kể.

## Nguyên nhân
Nguyên nhân nhậu bao gồm việc con người (thường là nam) chủ động tìm kiếm những cơn say thông qua đồ uống. Các lý do khác bao gồm là hành động hỗ trợ cho một hành động chính cụ thể khác nào đó của xã hội như vai trò thúc đẩy việc giao tiếp mà nổi bật nhất giúp thông hiểu, hợp tác. Chẳng hạn liên quan ký kết hợp đồng làm ăn. Nhậu theo một cách hạn chế có thể góp phần thúc đẩy sự nghiệp một người đàn ông trong cuộc sống xã hội hiện nay.
Nguyên nhân của nhậu bao gồm người uống có nhiều tâm sự, vui, buồn, thậm chí chỉ là thói quen.

## Thành phần
Nhậu gồm nhiều thành phần cấu thành, thành phần cơ bản nhất là các loại thức uống có cồn như rượu, bia,...Cùng những yếu tố khác có thể có hoặc không như các đối tác cùng tham gia, những người được gọi là "bạn nhậu". Các thành phần khác kèm theo là thức ăn, được gọi là mồi, mặc dù không phải yếu tố quan trọng nhất nhưng liên quan nhiều đến vấn đề sức khỏe.
Nhậu không nhất thiết phải có nhiều hơn hai người, mặc dù nhậu hàm nghĩa sự quy tụ của một nhóm người. Một người vẫn có thể ngồi nhậu một mình.
Tầm quan trọng của hoạt động nhậu còn ở chỗ chọn lựa địa điểm. Nên cần không gian thoáng mát, thoải mái và sạch sẽ. Thời gian nhậu tốt nhất là sau khi kết thúc công việc. Đối với một số người thường nhậu thì họ không còn quan tâm thời gian, bất kể lúc nào họ muốn thì sẽ uống.

### Rượu, bia
- Bài chi tiết: Danh sách các loại rượu
- Bài chi tiết: Danh sách các thương hiệu bia

Chọn rượu chọn bia thường phù hợp với khả năng tài chính và sở thích của mỗi cá nhân và thống nhất cả nhóm nhậu. Người giàu thường mua các loại rượu hạng sang đắc tiền để mời bạn bè. Việc mời uống các chai rượu đắt tiền cũng thể hiện sự trân trọng và đẳng cấp khác biệt. Nhiều người có sở thích uống loại rượu, bia này mà không thích uống loại rượu, bia kia.

### Mồi
Việc chọn mồi liên quan sức khỏe và sự thưởng thức khiến thưởng thức rượu bia được ngon hơn. Nhậu bia nên uống và ăn mồi khô. Nhậu rượu thì ăn lẩu sẽ hợp hơn. Mồi nhậu chu đáo tránh sơ sài cũng giúp tránh việc buồn nôn và tránh các bệnh như đau dạ dày.

### Bạn nhậu
Nhậu thường diễn ra với người cùng trong một cơ quan, là đồng nghiệp với nhau, để trao đổi công việc, chia sẻ kinh nghiệm và để được giúp đỡ. Khi nhậu không dựa vào lợi ích mà thiên về tình cảm người nhậu thường chọn tri kỷ, là bạn bè lâu năm, có thể hiểu nhau. Đôi khi hoạt động nhậu gắn liền với các hình thức tiệc khác nhau, bạn nhậu thường là những người xa lạ, hoặc lần đầu gặp gỡ và được giới thiệu, việc nhậu đơn thuần chỉ là hoạt động xã giao.

## Các cách nhậu
- Cụng ly, kiểu "Hồn ai nấy giữ":[1] mỗi người một chai bia ướp lạnh, một chai bia cùng một tẩy (ly đá), hoặc một ly rượu dùng riêng, uống theo cách này hợp vệ sinh và công bằng. Quá đông người thì việc nhậu thường chọn cách này. Điểm nhấn là cùng lúc nâng ly (chai) hét vang "1, 2, 3 dô".[11][13]
  - Mạnh ai nấy uống: tức là uống "Hồn ai nấy giữ" không cần cụng ly, chẳng hạn trong lúc Karaoke.
- "Đối qua đối lại": người rót một ly rồi mời người mình muốn uống, mỗi người một nửa ly, cách uống này tình nghĩa hơn nhưng một người dễ thành mục tiêu bị ép rượu bởi cả nhóm nhậu. Tình cảm cách này ở chỗ, có thể uống thay hoặc uống rước. Uống cách này người ta cũng có tính lượt uống để có sự công bằng.
- Xoay vòng:[1] là hình thức uống công bằng dễ kiểm soát khi có quá nhiều người. Chỉ cần 1 ly là đủ, vừa công bằng vừa không bỏ sót.
- Chơi trò uống rượu: như oẳn tù tì chẳng hạn, hay gọi là "phạt rượu" khi thua một trò chơi nào đó.
- "Nhậu online": là cách nhậu đối với bạn bè ở xa, các bên chỉ cần mở máy tính hay điện thoại lên để có thể nhìn thấy người bên kia và cùng nâng ly.[14]
- Uống rượu một mình. Thường từ "nhậu" không dùng để chỉ riêng một người.

Nhậu bị chi phối bởi xu hướng chọn quán, liên quan sự hấp dẫn của thực đơn mà quán nhậu đó có. Ngoài ra còn bị chi phối bởi yếu tố tiền bạc và việc thích nhậu với người nào.
Ở miền Bắc Việt Nam, người nhậu thường uống rượu khá nhanh, uống bia cũng nhanh để tránh bia rượu lạt. Ở miền Nam Việt Nam thì cuộc nhậu kéo dài hơn vì trọng tâm người miền Nam thích hàn huyên chuyện trò nhiều hơn, thậm chí một chầu nhậu có thể kéo dài cả nửa ngày. Vì vậy, nhiều người tuy tửu lượng mạnh nhưng uống theo cách "dầm dề" thường rất xỉn và ngã gục.

## Nhậu qua các hình thức Tiệc

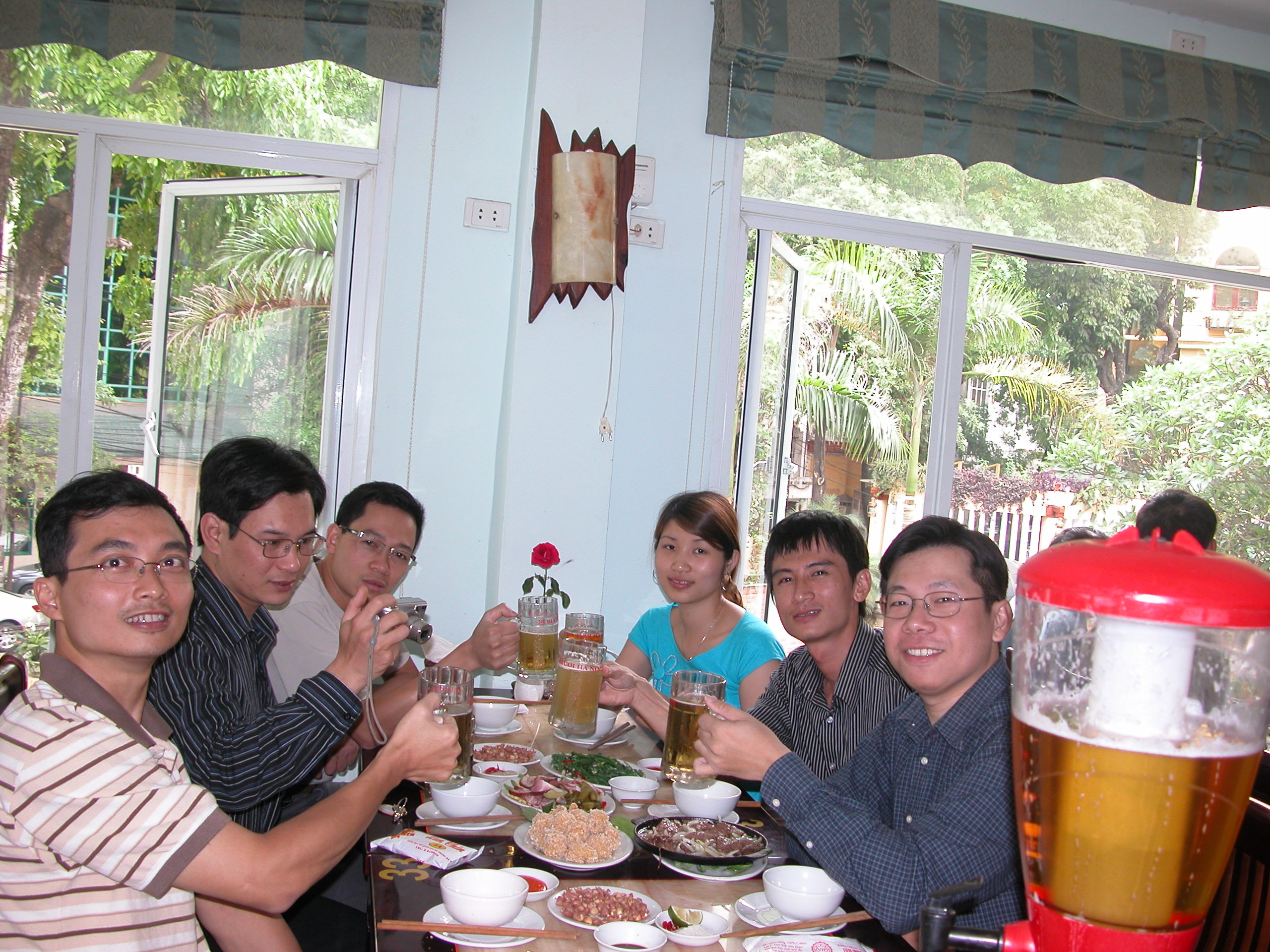
Một buổi gặp mặt nhậu bia

Nhậu là từ được dùng phổ biến hơn chỉ việc uống rượu nhưng thường là chỉ việc uống rượu không có mục đích cụ thể. Từ "Tiệc rượu" sử dụng với hàm nghĩa khác hơn, đó là nhậu gắn liền việc diễn ra các dịp đám cưới, đám hỏi, đám giỗ, đám ma, đám đầy tháng, đám thôi nôi, sinh nhật, kỉ niệm, ra mắt, gặp mặt, hội ngộ, tất niên, chia tay, ký kết hợp đồng,...Một đám tiệc sẽ có người tổ chức, bao gồm địa điểm và thậm chí chi phí. Diễn ra ở tư gia hoặc nhà hàng.
Còn nhậu theo cách ngẫu hứng người tổ chức thường được gọi là "chủ xị", nếu không bao cấp thì người này sẽ đứng vai trò gom tiền hùn hạp. Mời đám tiệc thường thì dùng thiệp mời, đối với nhậu ngẫu hứng thường chỉ cần gặp mặt nói đôi lời hoặc nhấn nút gọi điện thoại tập hợp nhiều người. Nhóm nhậu thông qua thảo luận nhóm để tìm địa điểm, thời gian, thống nhất lựa quán, chọn mồi, chuẩn bị bia rượu.
Giai đoạn chính của nhậu thường là kéo dài nhất của quá trình nhậu. Đó là ngồi uống, cụng ly, nói chuyện, tâm sự hàn huyên, điều này có thể kéo dài hàng giờ.

## Hệ quả trong và sau nhậu

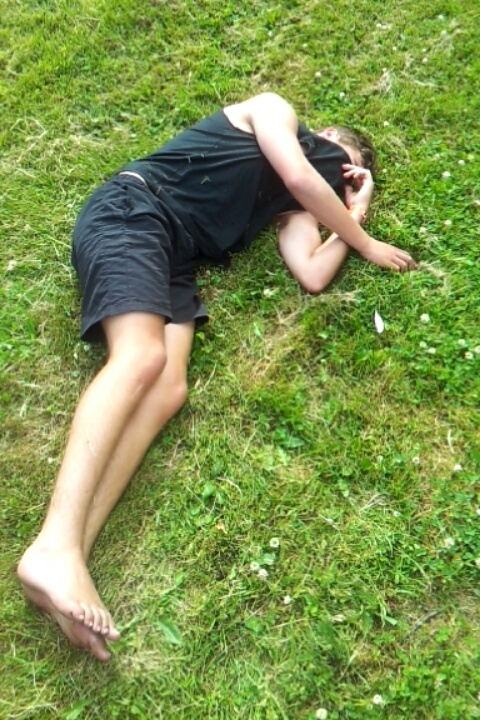
Một chàng trai nằm gục sau một lần nhậu tới bến

### Tích cực
- Nhậu có tác động tích cực về mặt tâm lý, làm phấn chấn và tinh thần tốt hơn.[6]
- Giải tỏa những áp lực cuộc sống khi mạnh dạn nói ra những điều trong lúc tỉnh chỉ biết kìm nén trong lòng.
- Đem đến sự thông hiểu giữa nhiều người với nhau, làm hòa, tha thứ giữa các anh em, láng giềng sau các xung đột vì mọi người dễ rộng lượng bỏ qua hơn khi người họ vui.
- Giúp các hợp đồng làm ăn được trôi chảy, ký kết nhanh, đem đến lợi ích cho các đối tác doanh nghiệp.
- Các hội nghị lớn diễn ra ở các nước luôn có tiệc sau hội nghị. Mời rượu thể hiện sự trân trọng, khách tới nhà không trà cũng nước, quý hơn đó là mời tiệc rượu.
- Nhậu là một phần của nhiều nghi lễ, đám tiệc,...như cưới hỏi.

### Tiêu cực
Nhậu có khía cạnh tiêu cực, đó là vấn nạn của gia đình và xã hội, người nhậu say thường tiếp tục các cuộc chơi bời, một số trong đó không lành mạnh:
- Đánh nhau: Rượu bia tạo nên cơn say kích động tính khí nóng nảy, dễ dàng dẫn đến đánh nhau làm bị thương thậm chí mất mạng bạn nhậu và người xung quanh.[1][10][11][17]
- Đánh bạc: cũng như các loại hình cá cược hơn thua khác.
- Gái mại dâm: việc tiêu cực này rất dễ dính các bệnh lây truyền qua đường tình dục.
- Không lo làm ăn: nhậu nhiều không lo làm ăn khiến công việc bê tha trễ nải, làm sa sút sự nghiệp, mất thu nhập.[14]
- Bạo hành gia đình: nhiều người chồng say xỉn về nhà thì đánh đập vợ con, nên nhậu làm tan nát gia đình. Đây là nguyên nhân chiếm phần lớn lý do gia đình bất hạnh, đổ vỡ.[1][8][17][18]
- Bệnh:[6][17] bệnh phổ biến là bệnh đau dạ dày, bệnh gan do rượu,[18] ung thư, đái tháo đường, tim mạch,[19]...Nhậu cũng có liên quan đến tai biến mạch máu não và đột tử.[20] Nhậu làm tăng khả năng tai biến mạch máu não gấp 10 lần.[4]
- Tai nạn giao thông.[1][6][10][13][17][18] Năm 2016, chỉ 7 ngày đầu năm (29 đến 5 Tết) đã có gần 30.000 trường hợp cấp cứu do tai nạn giao thông.[19]
- Tự sát: nhậu và nghiện rượu là một yếu tố có thể dẫn tới tự sát.[21]

## Khác biệt giới tính
Nữ giới bị nhiễm độc cồn nhanh hơn nam giới, và lượng cồn trong máu cũng cao hơn. Sự khác nhau này tồn tại ngay cả khi người ta xét một người nữ có cùng trọng lượng cơ thể và tiêu thụ cùng một lượng cồn như một người nam. Do những khác biệt này, nữ sinh đại học có xu hướng hứng chịu hậu quả của việc uống rượu say trước các nam sinh ngang tuổi.

## Điều trị
Với các nguy cơ tổn thương không thể cứu chữa, đặc biệt là đối với thanh thiếu niên, nhiều hành động cần thiết đã được đưa ra. Một số bằng chứng cho thấy các biện pháp can thiệp như kiểm tra sức khỏe và phong cách sống, đào tạo kỹ năng tâm lý,... có thể giúp làm giảm tần suất nhậu.

### Sách
- Giữ gìn và phát huy tài sản văn hóa các dân tộc ở Đông Nam bộ, Nhiều tác giả, Nhà xuất bản Khoa học xã hội, 1997
- Thanh Tuấn Nguyễn (2006), Biến đổi văn hóa đô thị Việt Nam hiện nay, Nhà xuất bản Văn hóa-thông tin & Viện văn hóa.
- Văn hóa cộng đồng làng vùng đồng bằng sông Cửu Long thập kỷ 80-90: qua trường hợp Bình Phú, Cai Lậy, Tiền Giang, Nhà xuất bản Văn hóa thông tin, 1997.